# Szondi Ildikó
Szondi Ildikó (Nyírmeggyes, 1955. október 8. –), teljes neve: Hekáné Szondi Etelka Ildikó, magyar kutató jogász, társadalomstatisztikus, egyetemi docens. Szeged 11. számú egyéni választókerület önkormányzati képviselője az MSZP–DK–Együtt–PM–Összefogás Szegedért színeiben. Szeged Város Jogi, Ügyrendi és Közbiztonsági Bizottságának a tagja és a Kulturális, Oktatási, Idegenforgalmi és Ifjúsági Bizottságának alelnöke.

## Élete[1]
Az általános iskolát Nyírmeggyesen végezte el 1970-ben. 1974-ben érettségizett a mátészalkai Esze Tamás Gimnázium matematika–fizika tagozatán.
A JATE Állam-és Jogtudományi Karon diplomázott 1980-ban Szegeden. Már az egyetemi tanulmányai folyamán több közéleti tevékenységet is ellátott: egyetemi hallgatói érdekvédelmi felelős (1977–1980), a Munkajogi Tudományos Diákkör vezetője (1978–1979), valamint az ország első hallgatói munkaközvetítő irodájának megszervezése és vezetése, amelynek a tapasztalatairól készítette a szakdolgozatát, és ezzel országos pályázaton első díjat nyert.
Egyetemi diplomája megszerzése óta a JATE (2000-től a jogutód Szegedi Tudományegyetem) Állam- és Jogtudományi Kar Statisztikai és Demográfiai Tanszékén dolgozik: 1980-tól 1982-ig gyakornoki, 1982-től 1985-ig tanársegédi, 1985-től adjunktusi, majd pedig docensi beosztásban. 
Doktori értekezését Nemzetiségi demográfiai viszonyok a déli szláv országokban, különös tekintettel a magyarság adataira címmel írta 2005-ben, és 2007-ben nyerte el a doktori (PhD) fokozatot. Témavezetője Katona Tamás, a Szegedi Tudományegyetem tanszékvezető egyetemi tanára, a Központi Statisztikai Hivatal egykori elnöke volt. 
Szűkebb tudományterülete a társadalomstatisztika, de emellett a lakás-életminőség, különös tekintettel a lakásügy szociális- és demográfiai vonatkozásaira témájában merült el. További kutatásai közé tartozik a nemzetiségi demográfiai viszonyok és a társadalmi-gazdasági helyzet demográfiai következményei.
Oktatott kurzusai: Általános statisztika gyakorlat, Demográfia.

## Politikai pályafutása
A Magyar Szocialista Párt alapító tagja.
Szeged város Lakásügyi Társadalmi Bizottságának tagja (1980–1990), 1992-től  az Országos Kulturális Szövetség Választmányának tagja, 1995-től 1998-ig Szeged Megyei Város Önkormányzatának Kulturális- és Sportbizottságának szakértő tagja. 2002-től Szeged 11. számú egyéni választókerület képviselője az MSZP–DK–Együtt–PM–Összefogás Szegedért színeiben. Szeged Város Jogi, Ügyrendi és Közbiztonsági Bizottságának a tagja és a Kulturális, Oktatási, Idegenforgalmi és Ifjúsági Bizottságának alelnöke.

## Szervezeti tagságok
- Állam- és Jogtudományi Bizottság
- Szegedi Területi Bizottság
- A Nők Helyzete Munkabizottság
- Állampolgári Kompetenciák Munkabizottság
- Magyar Statisztikai Társaság
- Magyar Szociológiai Társaság

## Közéleti tevékenységei
- Egyetemi Énekkar tagja és tanárelnöke (1975–1995)
- Vox Európa Magyarországi szervezetének elnöke (1990– )
- Falukutató Tábor (Dudar, 1987): Dokumentumfilm forgatás a bánya és a falu ellentmondásos együttéléséről
- Szegedi Irodalmi, majd Közéleti Kávéházi Estek szerkesztője (1985– )
- JATE kulturális titkárság vezetője (1991–1997)
- JATE Klub vezetője (1991–1993)
- Értelmiség Nyári Egyetem alapítása (1991)
- Student Hallgatói Alapítvány alapítója (1991)
- Országos Kulturális Kamara tagja (1991– )
- Szegedi Színkör Egylet alapító tagja (1991)
- Szegedi Színkör Egylet társelnöke (1993– )
- Délmagyarországi Gyermek- és Ifjúsági Alapítvány Kuratóriumának a Szegedi Diákok és Pedagógusok Egyesület által delegált tagja (1996– )
- Szegedi Szabadtéri Játékok közalapítvány Kuratóriumának titkára (1998– )

## Családja
Édesapja Szondi Sándor, magyar–történelem szakos általános iskolai tanár, szakfelügyelő, TIT járási titkár, helytörténész, édesanyja Szondi Sándorné Lengyel Etelka tanítónő, a nyírmeggyesi művelődési ház, és mozi igazgatója, Nyírmeggyes díszpolgára. Egy nővére van, Enikő, történelem–ének szakos tanár. Első gyermeke egy fiú, Viktor egy 15 éves kapcsolatából 1990. július 31-én szívelégtelenséggel született, és egyéves korában 1991. július 31-én műtét közben elhunyt. Férje Heka László jogász, aki az Eszéki Egyetemen végzett 1984-ben. Egy lányuk született, Heka Dária Zsuzsanna 1993. március 2-án. Férje nagynénje Kenéz Heka Etelka énekesnő, írónő, akinek a férje Kenéz Ernő (1922–1998) operaénekes volt.

## Díjai, elismerései
- MTA Szegedi Területi Bizottságának pályázatán 2. helyezés, 1988
- Kiváló Oktató, 1996

## Művei

### Könyve
- Szondi Ildikó–Klonokai László (szerk.). Statisztikai alapismeretek. Példatár (magyar nyelven). Budapest: Központi Statisztikai Hivatal (1997). Hozzáférés ideje: 2016. február 23.

### Doktori értekezés
- Szondi, Ildikó. Nemzetiségi demográfiai viszonyok a déli szláv országokban, különös tekintettel a magyarság adataira, doktori értekezés (magyar nyelven), Szeged: Szegedi Tudományegyetem Állam- és Jogtudományi Kar Statisztikai- és Demográfiai Tanszék (2005). Hozzáférés ideje: 2016. február 23.